# László Rátgéber
László Rátgéber, né le 11 octobre 1966 à Novi Sad, est un entraîneur de basket-ball hongrois.

Après avoir entraîné pendant trois saisons le club de ŽKK Vojvodina, li prend en charge le club de MiZo Pécs en 1993. Le club qui domine les compétitions dans son pays devient l'un des meilleurs clubs européens. Il atteint à trois reprises le Final Four de l'Euroligue. Pour sa première participation à ce niveau, en 2001 le club est privé de finale par le club français de Bourges qui s'impose 62 à 52 avant de remporter le titre face à un autre club français, Valenciennes. Pour sa part, Pecs termine à la troisième place en battant le club tchèque de brno sur le score de 66 à 58.
Trois ans plus tard, en 2004, c'est de nouveau un club français qui empêche les Hongroises d'atteindre la finale. Valenciennes l'emporte 75 à 53 avant de remporter le titre, Pecs remportant une nouvelle troisième place, toujours face à Brno. 
Ces deux équipes se retrouvent en demi-finale lors de la saison suivante. Pour sa troisième participation au Final Four, les joueuses de Rátgéber échouent à ce stade de la compétition, avant de s'incliner face à Vilnius lors de la finale pour la troisième place.
En 2008, il remplace Natália Hejková à la tête du club de Spartak région de Moscou, double champion d'Europe en titre. Rátgéber atteint enfin la finale de l'Euroligue. L'équipe russe remporte son troisième titre consécutif en disposant du club espagnol de Salamanque par 85 à 70. Durant l'été 2009, il occupe le poste de sélectionneur de l'équipe de Hongrie qui obtient la place au championnat d'Europe disputé en Lettonie, compétition où les Hongroises perdent leurs trois rencontres du premier tour. Il commence la saison suivante avec le club russe mais à la fin d'octobre, le président Shabtai von Kalmanovic le libère de son contrat.
Il retrouve son ancien club de Pecs avec lequel il réalise un nouveau doublé coupe, championnat.